# Jacob Buksti
Jacob Buksti (ur. 7 kwietnia 1947 w Udbyneder Sogn, zm. 27 września 2016) – duński polityk i nauczyciel akademicki, parlamentarzysta, w latach 2000–2001 minister transportu.

## Życiorys
W 1972 uzyskał magisterium z nauk społecznych i historii na Uniwersytecie w Aarhus. Do 1986 pracował następnie jako nauczyciel akademicki na tej uczelni. W późniejszych latach wykładał także na Uniwersytecie Kopenhaskim oraz ponownie na macierzystym uniwersytecie. Był autorem publikacji książkowych i artykułów poświęconych zagadnieniom dotyczącym organizacji pracy, gospodarki i rolnictwa. Zaangażował się w działalność polityczną w ramach Socialdemokraterne, od 1986 do 1992 kierował komitetem polityczno-gospodarczym tej partii. W latach 1994–2005 sprawował mandat posła do Folketingetu. Od lutego 2000 do listopada 2001 był ministrem transportu w czwartym rządzie Poula Nyrupa Rasmussena. Po odejściu z parlamentu powrócił do pracy naukowej, był wykładowcą w instytucji edukacyjnej DIS.